# Bourdons-sur-Rognon
Bourdons-sur-Rognon – miejscowość i gmina we Francji, w regionie Grand Est, w departamencie Górna Marna.
Według danych na rok 1990 gminę zamieszkiwało 306 osób, a gęstość zaludnienia wynosiła 8 osób/km².